# Icimauna
Icimauna is een kevergeslacht uit de familie van de boktorren (Cerambycidae). De wetenschappelijke naam van het geslacht werd voor het eerst geldig gepubliceerd in 1991 door Martins & Galileo.

## Soorten
Icimauna omvat de volgende soorten:
- Icimauna angaba Martins & Galileo, 1991
- Icimauna aysa Martins & Galileo, 1991
- Icimauna ciliaris (Klug, 1825)
- Icimauna macilenta (Bates, 1881)
- Icimauna pallidipennis Martins & Galileo, 2007
- Icimauna reversa (Bates, 1881)
- Icimauna sarauaia Martins & Galileo, 1991